# Buffalo Bills 1994
La stagione 1994 dei Buffalo Bills è stata la 25ª della franchigia nella National Football League, la 35ª complessiva. Dopo avere perso quattro Super Bowl consecutivi, la squadra, con un record finale di 7-9, non riuscì a fare ritorno ai playoff per la prima volta dal 1987.

## Roster
| Roster dei Buffalo Bills nel 1994 |
| --- |
| Quarterback - 12 Jim Kelly - 14 Frank Reich - 11 Rick Strom Running Back - 23 Kenneth Davis - 34 Thurman Thomas - 35 Carwell Gardner FB - 28 Yonel Jourdain KR Wide Receiver - 82 Don Beebe - 80 Bill Brooks - 85 Russell Copeland - 83 Andre Reed - 89 Steve Tasker RS - 82 Damon Thomas Tight End - 84 Lonnie Johnson - 87 Vince Marrow - 88 Pete Metzelaars - 21 Nate Turner Offensive Linemen - 66 Jerry Crafts T - 62 Mike Devlin C - 65 John Davis G - 70 John Fina G - 67 Kent Hull C - 76 Steve Hoyem T - 68 Corbin Lacina G - 63 Adam Lingner C - 72 Corey Louchiey T - 60 Jerry Ostroski G - 74 Glenn Parker T Defensive Linemen - 90 Phil Hansen DE - 73 Mike Lodish NT - 99 James Patton DE - 71 Ed Philion DT - 94 Mark Pike DE - 78 Bruce Smith DE - 91 Jeff Wright NT Linebacker - 97 Cornelius Bennett OLB - 96 Monty Brown OLB - 55 Mark Maddox ILB - 53 Marvcus Patton ILB - 58 Marlo Perry - 59 Sam Rogers OLB - 56 Darryl Talley OLB Defensive Back - 22 Jeff Burris CB - 43 Matt Darby SS - 38 Mike Dumas FS - 36 Jerome Henderson CB - 20 Henry Jones SS - 24 Kurt Schulz FS - 28 Thomas Smith CB - 25 Mickey Washington CB Special Team - 2 Steve Christie K - 9 Chris Mohr P Lista delle riserve - 81 Bucky Brooks WR (IR) |
| Legenda - I rookie sono in corsivo. - Il primo ruolo è il principale mentre gli eventuali successivi indicano i ruoli secondari. - (IR) sta per Injured Reserve ed indica la lista ristretta per un solo giocatore infortunato che può tornare ad allenarsi dopo la settimana 6 e a rientrare in prima squadra dopo che questa ha giocato 8 partite. - (NF-Inj.) / (NF-Ill.) stanno rispettivamente per Non-Football Injured e Non-Football Illness ed indicano le liste dove viene inserito un giocatore che ha un infortunio o una malattia non dipendente dal football americano. - (PUP) sta per Physically Unable to Perform ed indica la lista dove viene inserito un giocatore mentre è in attesa di recuperare la condizione fisica. Nella stagione regolare dopo la sesta partita giocata dalla propria squadra, il giocatore ha tempo tre settimane per riprendere ad allenarsi, più tre settimane aggiuntive dal suo rientro agli allenamenti per rientrare in prima squadra. |

Fonte:

## Calendario
| Stagione regolare |                    |                         |                    |                    |                      |                    |
| Turno             | Data               | Avversario              | Stadio             | Punteggio          | Record               | Pubblico           |
| 1                 | 4 settembre 1994   | New York Jets           | S 3–23             | 0–1                | Rich Stadium         | 79,460             |
| 2                 | 11 settembre 1994  | at New England Patriots | V 38–35            | 1–1                | Foxboro Stadium      | 60,274             |
| 3                 | 18 settembre 1994  | at Houston Oilers       | V 15–7             | 2–1                | Houston Astrodome    | 55,424             |
| 4                 | 26 settembre 1994  | Denver Broncos          | V 27–20            | 3–1                | Rich Stadium         | 75,373             |
| 5                 | 2 ottobre 1994     | at Chicago Bears        | S 13–20            | 3–2                | Soldier Field        | 62,406             |
| 6                 | 9 ottobre 1994     | Miami Dolphins          | V 21–11            | 4–2                | Rich Stadium         | 79,491             |
| 7                 | 16 ottobre 1994    | Indianapolis Colts      | S 17–27            | 4–3                | Rich Stadium         | 79,404             |
| 8                 | Settimana di pausa | Settimana di pausa      | Settimana di pausa | Settimana di pausa | Settimana di pausa   | Settimana di pausa |
| 9                 | 30 ottobre 1994    | Kansas City Chiefs      | V 44–10            | 5–3                | Rich Stadium         | 79,501             |
| 10                | 6 novembre 1994    | at New York Jets        | S 17–22            | 5–4                | The Meadowlands      | 66,949             |
| 11                | 14 novembre 1994   | at Pittsburgh Steelers  | S 10–23            | 5–5                | Three Rivers Stadium | 59,019             |
| 12                | 20 novembre 1994   | Green Bay Packers       | V 29–20            | 6–5                | Rich Stadium         | 79,029             |
| 13                | 24 novembre 1994   | at Detroit Lions        | S 21–35            | 6–6                | Pontiac Silverdome   | 75,672             |
| 14                | 4 dicembre 1994    | at Miami Dolphins       | V 42–31            | 7–6                | Joe Robbie Stadium   | 69,358             |
| 15                | 11 dicembre 1994   | Minnesota Vikings       | S 17–21            | 7–7                | Rich Stadium         | 66,501             |
| 16                | 18 dicembre 1994   | New England Patriots    | S 17–41            | 7–8                | Rich Stadium         | 56,784             |
| 17                | 24 dicembre 1994   | at Indianapolis Colts   | S 9–10             | 7–9                | RCA Dome             | 38,458             |

## Classifiche
| AFC East                 |    |    |   |      |     |     |     |
|                          | V  | S  | P | %    | PF  | PS  | STR |
| (3) Miami Dolphins       | 10 | 6  | 0 | .625 | 389 | 327 | V1  |
| (5) New England Patriots | 10 | 6  | 0 | .625 | 351 | 312 | V7  |
| Indianapolis Colts       | 8  | 8  | 0 | .500 | 307 | 320 | V2  |
| Buffalo Bills            | 7  | 9  | 0 | .438 | 340 | 356 | S3  |
| New York Jets            | 6  | 10 | 0 | .375 | 264 | 320 | S5  |